# CherryOS

CherryOS的商标

CherryOS是一款用於在Microsoft Windows平台下模拟Power G4处理器的模拟器。CherryOS在2004年10月12日宣布開發，并在2005年3月9日首次發行，至2005年5月6日停止更新。CherryOS被很多人認為是一个可疑的軟體。甚至有人認為這是一个抄襲品。

## 授權問題
因為PearPC的發布基於GNU協議，而CherryOS是商業軟體，它有可能是一個基於PearPC的修改品，基於這個觀點有人認為CherryOS違反了GNU協議而受到批評。
CherryOS在2005年3月10日發表了第一个版本，聲稱有比PearPC更易使用且有更華麗的外觀，而且拥有一些PearPC没有的功能，例如对USB、IEEE1394、網路、聲音的支援。但是很遺憾，最終，PearPC所不支援的功能CherryOS都不支援。